# CC & Lee
CC & Lee är en musikgrupp från Sverige som startades 2003. Bandet fick sitt stora genombrott i och med deltagandet i Dansbandskampen 2008. I november 2011 meddelades att bandet slutar uppträda som dansband.

## Historik
Cc & Lee var Grammisnominerade 2009 för sitt album ”Gåva till dej”

### Dansbandskampen
År 2008 slog CC & Lee igenom i SVT:s Dansbandskampen 2008. CC & Lee framförde låtarna "Leende guldbruna ögon ("Beautiful, Beautiful Brown Eyes")", "Himlen kan vänta" och "I Will Always Love You". Gruppen deltog även i Dansbandskampen 2010, där man slutade på tredje plats. I oktober 2010 ändrade gruppen sättet att skriva sitt bandnamn, från "CC & Lee" till "CC & LEE" (med stora bokstäver).

### Årets sångerska
På Guldklavengalan 2009 i Malung tog systrarna Lena Ström och Cecilia Furlong hem priset som "Årets sångerska".

## Medlemmar
- Cecilia "CC" Furlong - Sång
- Lena "Lee" Ström - Sång
- Robert Furlong - Gitarr
- Henrik Ström - Piano
- Roger Holmberg - Bas
- Daniel Uhlas - Trummor

## Diskografi

### Studioalbum
- 2009: Gåva till dig

### Singlar
- 2009: Himlen kan vänta
- 2009: Leende guldbruna ögon
- 2009: Leende guldbruna ögon (Perra remix)
- 2009: Kan du se genom tårarna
- 2010: Honey
- 2011: Better best forgotten

### Fotnoter
1. ↑  ”CC & Lee slutar spela som dansband”. Får jag lov. 12 november 2011. http://www.fjl.se/Tidningen/Notiser/CC--Lee-slutar-spela-som-dansband/. Läst 4 januari 2012.
2. ↑  ”Här är alla de tävlande i "Dansbandskampen"”. Expressen. 11 augusti 2010. https://www.expressen.se/noje/tv/har-ar-alla-de-tavlande-i-dansbandskampen/.
3. ↑  ”Vinnarna i Guldklaven 2009”. Får jag lov. http://fjl.se/nyheter/vinnarna-i-guldklaven-2009/. Läst 12 november 2019.